# Bosque estatal de Toro Negro
Bosque Estatal de Toro Negro es uno de los 21 bosques públicos que componen el sistema de bosques de Puerto Rico.  El bosque, situado en la región central de la isla, cubre 6.945 cuerdas (aproximadamente 7.000 acres) de las montañas, Las montañas de Toro Negro tienen alturas que alcanzan hasta 4,389 pies (1,337 metros) e incluyen Cerro de Punta, (el pico más alto de la isla), Cerro Jayuya y Cerro Rosa, los tres picos más altos de la isla. Se extiende por zonas dentro de los municipios de Jayuya, Ponce, Orocovis, Juana Díaz y Ciales, y consta de siete partes no contiguas de tierra. El segmento más grande del bosque se encuentra en los municipios de Jayuya y Ponce. El 40% de la superficie de bosque estatal de Toro Negro se encuentra en el Barrio Anón de Ponce.

## Historia
El Bosque Estatal de Toro Negro se creó en 1935 como parte del El Bosque Nacional del Caribe, la Reserva Forestal Toro Negro fue gestionado por el gobierno de los Estados Unidos, primero a través de la Puerto Rico Reconstruction Administration del Departamento del Interior (1934-1942) y más tarde a través del Servicio Forestal del Departamento de Agricultura (1942-1970). Luego, en 1970, el Gobierno Federal intercambió con el Gobierno del Estado Libre Asociado de Puerto Rico la sección de Toro Negro del Bosque Nacional del Caribe para algunas tierras boscosas pertenecientes a la Commonwealth y al lado de las tierras federales mucho más grandes en Luquillo National Forest que resulta en la creación en Luquillo del Bosque nacional El Yunque actual.  En 1970, el Departamento de Recursos Naturales y Ambientales (DRNA) de Puerto Rico abrió la Reserva Forestal Toro Negro como un bosque del Estado libre asociado y la renombraron «Bosque Estatal de Toro Negro».

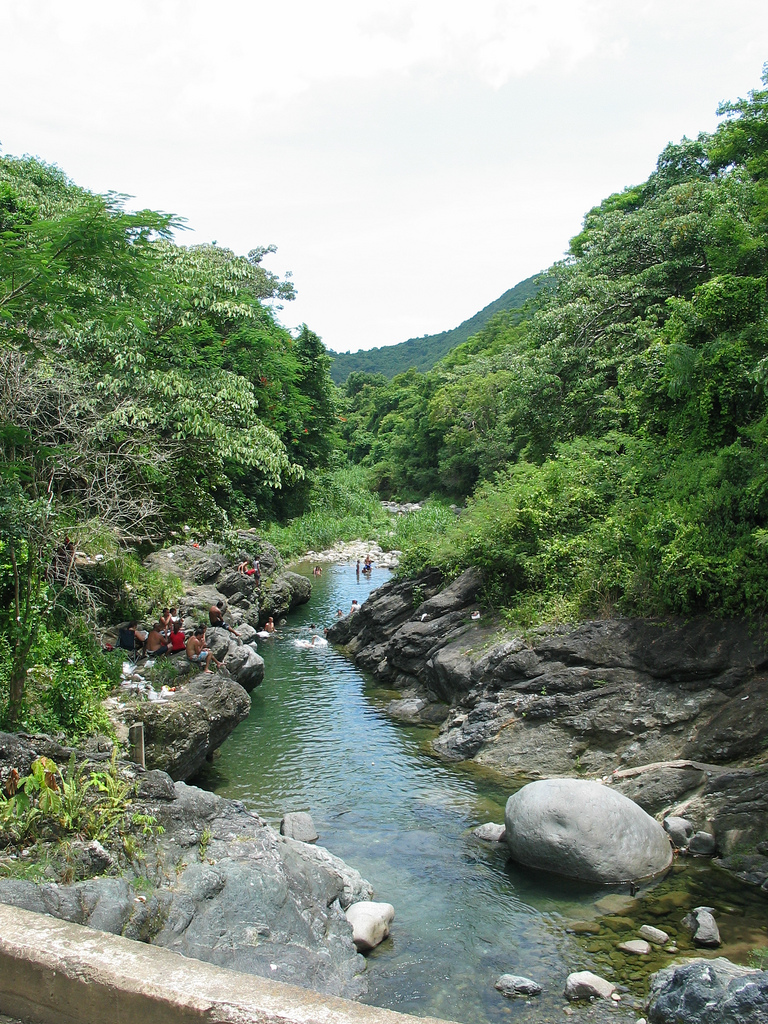
Las cabeceras del Río Inabón se encuentran en el bosque de Toro Negro